# Undisclosed Desires
Singles de Muse
Uprising
(2009) Resistance
(2010)
Pistes de The Resistance
Resistance
(2) United States of Eurasia (+Collateral Damage)
(4)
Undisclosed Desires (aussi surnommée Undisclosed) est une chanson et le troisième titre de l'album The Resistance du groupe britannique Muse publiée en le 16 novembre 2009. Elle est enregistrée entre fin 2008 et le début 2009 à Milan avec le reste de l’album dans le studio personnel de Matthew Bellamy.
La particularité de cette chanson est qu'il s'agit de la seule de la discographie du groupe sur laquelle Matthew Bellamy ne joue ni de la guitare ni du piano. Il n'y a d'ailleurs pas de batterie non plus mais celle-ci est remplacée par une programmation électronique. 
Christopher Wolstenholme fait du slap tout au long du morceau. Le 9 octobre 2009, il est annoncé que Undisclosed Desires sera le deuxième single de l'album The Resistance (troisième piste) et sortira dans les bacs le 16 novembre 2009. La vidéo est diffusée, elle, le 3 novembre la même année.

## Caractéristiques
Undisclosed Desires peut se traduire en français par « désirs inavoués » ou « confidentiels ». La chanson est décrite par le chanteur comme une chanson qui lui est personnelle, en relation avec sa fiancée de l'époque[réf. nécessaire]. On[Qui ?] pourrait associer son style musical au RnB de par sa sonorité très synthétique et son rythme. Il n y a sur ce morceau que des slaps de basse et une boîte à rythmes. De plus, la voix saccadée et le rythme de chant très pop de Matthew Bellamy rappelle fortement la façon de chanter des artistes dans les chansons de RnB[réf. nécessaire].

## Clip vidéo
Le clip vidéo est diffusé officiellement pour la première fois, le 3 novembre 2009 sur le site officiel du groupe. 
Le clip est réalisé par les deux français Jonas et François. Il met en scène le groupe et une femme jouant dans une salle de studio entourés de matériel de tournage, de concert, et de fils électriques. Les paroles apparaissent au fur et à mesure sur des écrans autour du groupe. Chris joue de la basse, Dominic Howard de la batterie (entièrement noir satin, ce qui donne un effet électronique), et Matthew Bellamy est au chant et joue de la keytar.

## Liste des titres
| 1. | Undisclosed Desires                         | 3:56 |
| 2. | Undisclosed Desires (The Big Pink Remix)    | 4:27 |
| 3. | Undisclosed Desires (Thin White Duke Remix) | 7:44 |

| 1. | Undisclosed Desires                    | 3:56 |
| 2. | Undisclosed Desires (Live from Madrid) |      |

| 1. | Undisclosed Desires (Album Version)                | 3:56 |
| 2. | Undisclosed Desires (The Big Pink Remix)           | 4:30 |
| 3. | Undisclosed Desires (Thin White Duke Remix)        | 7:40 |
| 4. | Undisclosed Desires (Thin White Duke Remix (edit)) | 4:51 |

## Classements hebdomadaires
| Classement (2009-2010)                  | Meilleure position |
| --------------------------------------- | ------------------ |
| Allemagne (GfK Entertainment)           | 17                 |
| Australie (ARIA)                        | 11                 |
| Autriche (Ö3 Austria Top 40)            | 45                 |
| Belgique (Flandre Ultratop 50 Singles)  | 35                 |
| Belgique (Wallonie Ultratop 50 Singles) | 18                 |
| Danemark (Tracklisten)                  | 26                 |
| France (SNEP Download Single Top 50)    | 13                 |
| Italie (Italian Singles Chart)          | 10                 |
| Nouvelle-Zélande (RMNZ)                 | 12                 |
| Pays-Bas (Single Top 100)               | 70                 |
| Royaume-Uni (UK Singles Chart)          | 49                 |
| Royaume-Uni (UK Rock Chart)             | 1                  |
| Suisse (Schweizer Hitparade)            | 21                 |

| Classement (2012) | Meilleure position |
| ----------------- | ------------------ |
| France (SNEP)     | 192                |

## Certifications
| Pays             | Certification | Unités certifiées |
| ---------------- | ------------- | ----------------- |
| Australie (ARIA) | Platine       | 70 000            |
| Italie (FIMI)    | Or            | 15 000            |